# Eugene Lukacs
Eugene Lukacs (Szombathely, 14 agosto 1906 – Washington, 21 dicembre 1987) è stato uno statistico ungherese naturalizzato statunitense, noto per i suoi contributi alla teoria della funzione caratteristica.

## Biografia
Interessato inizialmente alla geometria, si avvicina alla statistica e alla probabilità influenzato da Abraham Wald
conosciuto all'Università di Vienna. Wald lo invita a seguire le sue lezioni e quelle di Harold Hotelling negli Stati Uniti.
In seguito all'annessione dell'Austria alla Germania (1938), Lukacs emigra agli inizi del 1939 negli Stati Uniti, dove inizialmente insegna latino e matematica. Nel 1945 si trasferisce alla facoltà del Our Lady of Cincinnati College, dove incontra Otto Szász che lo introduce a sua volta alla statistica e con il quale scrive diversi articoli.
Nel 1955 si trasferisce alla Catholic University of America a Washington, dove nel 1959 avvia lo Statistical Laboratory.
Assieme a Z.W. Birnbaum fondò agli inizi degli anni '60 la Academic Press Series in Probability and Statistics.

## Contributi scientifici
Nel 1942 introduce il cosiddetto metodo delle equazioni differenziali all'interno della teoria della funzione caratteristica.
Nel 1955 dimostra importanti teoremi riguardanti la distribuzione Gamma.

## Scritti
- On analytic characteristic functions, in Pacific Journal of Mathematics, 1952 (coautore Otto Szasz)
- On certain periodic characteristic functions, in Compositio Mathematica
- Characteristic Functions, 1960 (seconda edizione, riveduta e corretta, nel 1970)
- Applications of characteristic functions, 1964 (coautore Radha G. Laha)
- Probability and mathematical statistics, 1972
- Stochastic convergence, 1975
- Developments in Characteristics Function Theory, 1983